# Сунь Янань
Сунь Яна́нь (кит. упр. 孙亚楠, пиньинь Sūn Yànán, род. 15 сентября 1992 в Фэнчэне) — китайский борец, чемпионка мира 2013 года в весовой категории 51 кг. Бронзовая призёрка Олимпийских игр 2016 в категории до 48 кг.

## Карьера
С 2007 года занималась борьбой, первый тренер — Лю Хай. При росте 158 см выступала в самой лёгкой категории (48—51 кг). Дебютировала на международных турнирах в 2010 году, выиграв чемпионат Азии среди юниорок в Китае и чемпионат мира среди юниорок в Будапеште (категория до 51 кг). На чемпионате Азии 2011 года, проходившем в Ташкенте, в категории до 48 кг одолела монгольскую спортсменку Цогтбазарын Энхжаргал в финале. В сентябре того же года на чемпионате мира она выступала в категории до 51 кг, заняла 8-е место.
На Олимпиаде 2012 года Сунь Янань не выступила, проиграв в квалификации в категории до 48 кг. В сентябре того же года она вышла в финал чемпионата мира в Канаде, но проиграла канадке Джессике Макдональд в финале. В 2013 году выиграла чемпионат мира в категории до 51 кг, победив в финале монголку Эрдэнэчимэгийн Сумъяа. В 2014 году на Азиатских играх в Инхчоне Сунь выступала в категории до 48 кг, проиграв в финале Эри Тосака и получив серебряную медаль. В 2016 году на чемпионате Азии победила в финале казахстанскую спортсменку Ирину Борисову. На олимпийских играх 2016 года в борьбе за бронзу победила представительницу Казахстана Жулдуз Эшимову.
На чемпионате Азии 2017 года в Дели Сунь заняла 5-е место и не прошла на чемпионат мира в Париже.